# 馬自達Proceed Levante

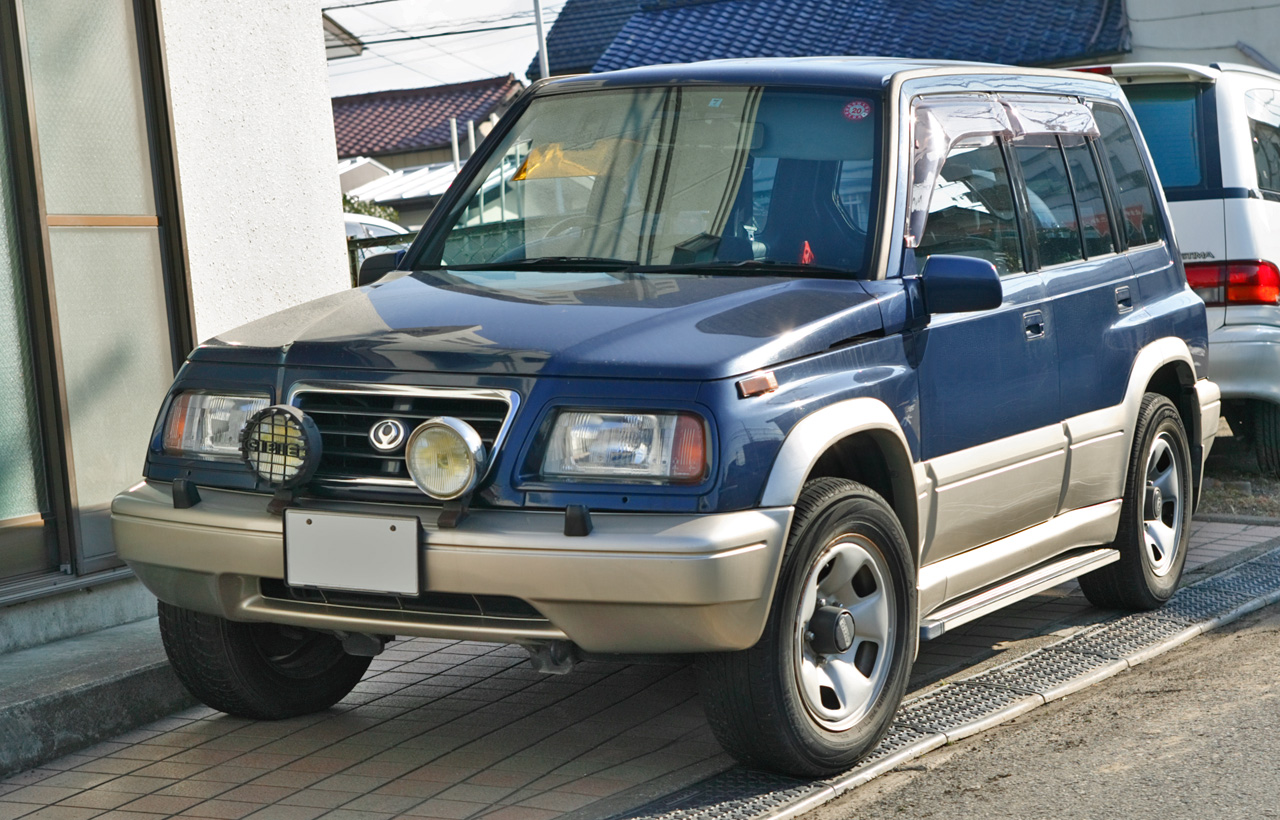
馬自達Proceed Levante（第一代）

馬自達Proceed Levante（（日語）マツダ・プロシードレバンテ）是1995年至1999年間由日本馬自達汽車公司委託鈴木汽車貼牌生產，專門在日本地區銷售的運動型多用途車。其雙生車款為鈴木Escudo，兩者除廠徽銘牌的差異外，其餘的機械結構、元件等皆同。

## 概要
長年以來馬自達和鈴木汽車之間存在著輕型車貼牌生產的協議，譬如AZ-Offroad、AZ-Wagon等車款。1990年代初期，日本國內盛行RV戶外休閒的風潮，於是馬自達以1988年上市的第一代鈴木Escudo為藍本，稍做修改後以馬自達Proceed Levante之名發售。

## 歷史

### 第一代（1995年-1997年）
1995年 - 2月正式發表，趁著1988年上市的Escudo在1994年12月小改款，直接採用相同的2.0L V型六缸DOHC H20A型引擎，以及2.0L直列四缸SOHC RF型渦輪增壓柴油引擎，最大馬力各為140ps及76ps。車體型式區分為三門標準型（軸距2,200mm、車長3,715mm）與五門加長型（軸距2,480mm、車長4,095mm）兩種。
1996年 - 11月隨著Escudo一起小改款，汽油引擎改採2.5L V型六缸DOHC H25A型引擎，而原本的渦輪增壓柴油引擎加裝中冷器且經過調校後，最大馬力提升至92ps。原本的適時四輪驅動系統則改成行駛中可自由切換此模式，另外外觀上變更車頭進氣壩、改良一些裝備等。

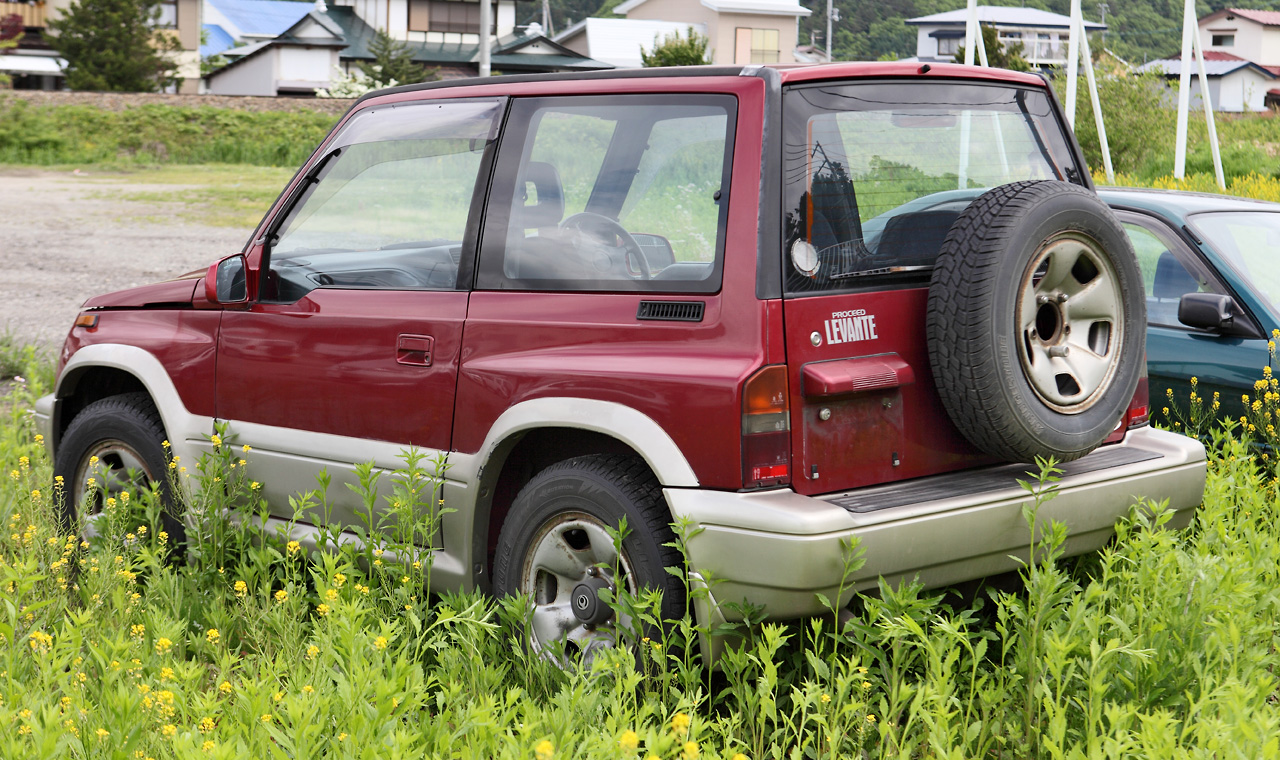
第一代馬自達Proceed Levante車尾
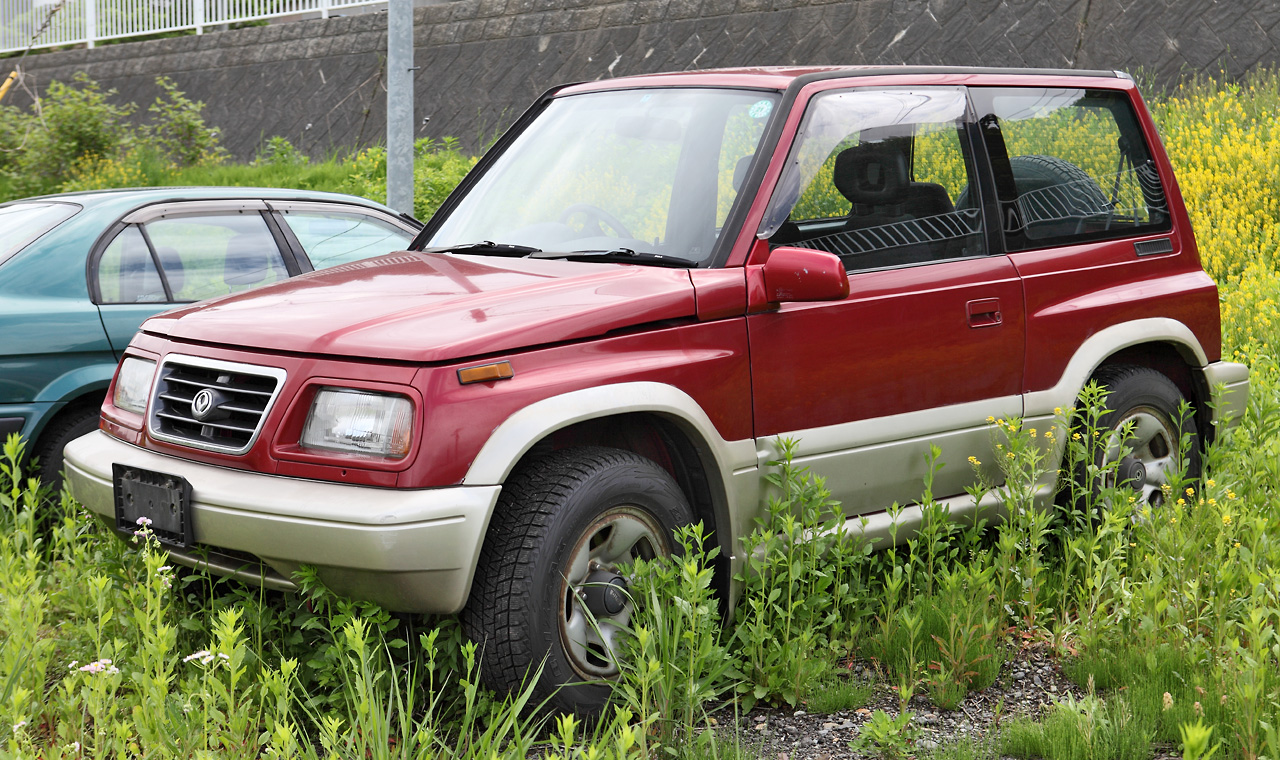
第一代馬自達Proceed Levante車頭

### 第二代（1997年-1999年）
1997年 - 11月隨著Escudo大改款而跟著推出第二世代，且四輪驅動系統真正具有標準越野車的能力。車身外觀修改得比較渾圓，和前一代一樣有三門標準型與五門加長型兩種車體型式。動力為2.0L V型六缸DOHC J20A型引擎（最大馬力140ps），配合四速自動排檔系統。隨後，又追加了2.0L直列四缸SOHC RF型渦輪增壓柴油引擎（配置在五門加長型上），及上一世代使用過的2.5L V型六缸DOHC H25A型引擎。
這一代的四輪驅動系統可在行駛中自由切換2WD或4WD，懸吊系統也經過昇級，前輪為麥花臣支柱式懸吊加彈簧、後輪為五連桿式懸吊加彈簧，提升了整體舒適性。
1999年 - 8月停產，直到2000年交棒給Tribute後繼。

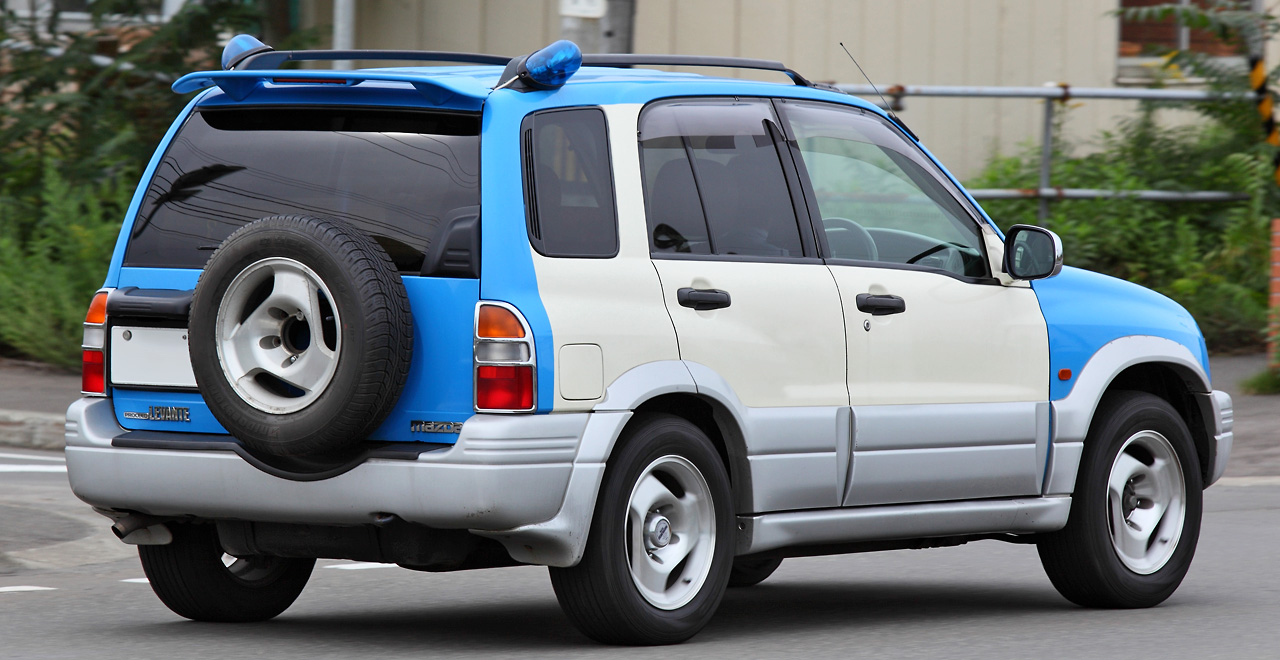
第二代馬自達Proceed Levante車尾
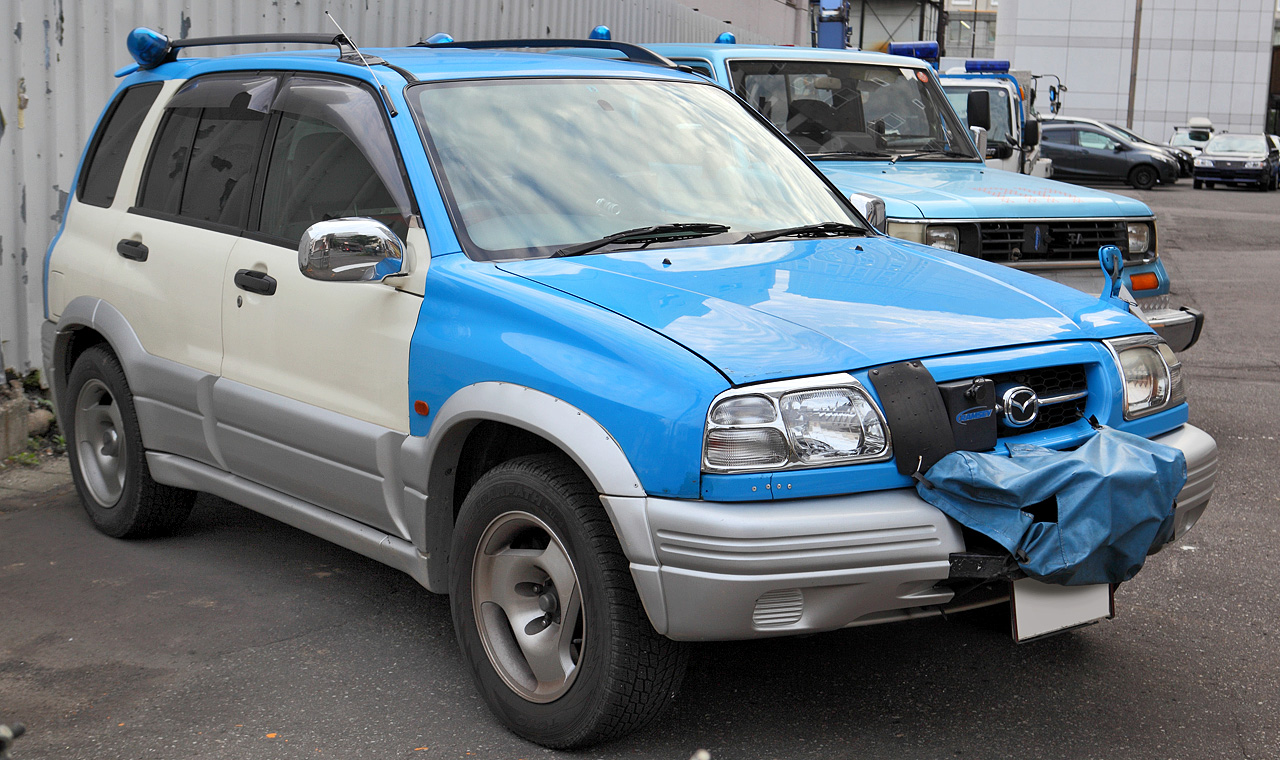
第二代馬自達Proceed Levante車頭

## 外部連結
- （日語）Gazoo.com - 1995年 マツダ プロシード・レバンテ
- （日語）Gazoo.com - 1998年 マツダ プロシード・レバンテ